# Пранзак
Пранза́к (фр. Pranzac) — коммуна во Франции, находится в регионе Пуату — Шаранта. Департамент — Шаранта. Входит в состав кантона Ла-Рошфуко. Округ коммуны — Ангулем.
Код INSEE коммуны — 16269.
Коммуна расположена приблизительно в 390 км к юго-западу от Парижа, в 105 км южнее Пуатье, в 15 км к востоку от Ангулема.

## Население
Население коммуны на 2008 год составляло 900 человек.
| 1962 | 1968 | 1975 | 1982 | 1990 | 1999 | 2008 |
| ---- | ---- | ---- | ---- | ---- | ---- | ---- |
| 662  | 629  | 667  | 790  | 874  | 792  | 900  |

## Администрация
| Период | Период | Фамилия      | Партия                  | Примечания |
| ------ | ------ | ------------ | ----------------------- | ---------- |
| 1983   | 2008   | Рене Пишон   |                         |            |
| 2008   |        | Джеки Террад | Социалистическая партия | пенсионер  |

## Экономика
В 2007 году среди 582 человек в трудоспособном возрасте (15—64 лет) 432 были экономически активными, 150 — неактивными (показатель активности — 74,2 %, в 1999 году было 68,2 %). Из 432 активных работали 410 человек (218 мужчин и 192 женщины), безработных было 22 (5 мужчин и 17 женщин). Среди 150 неактивных 39 человек были учениками или студентами, 70 — пенсионерами, 41 были неактивными по другим причинам.

## Достопримечательности
- Церковь Сен-Сибар (XVI век). Исторический памятник с 1938 года[3]
  - Железная просфора (XIV век). Исторический памятник с 1911 года[4]
  - Картина с изображением Св. Сибара, 1810 год, размеры 160×150 см, холст, масло. Исторический памятник с 1994 года[5]
- «Фонарь умерших» (XII век), архитектурное сооружение в виде небольшой каменной башни с отверстиями в верхней части, где ночью зажигали огонь, чтобы указать положение кладбища. Исторический памятник с 1905 года[6]

## Фотогалерея

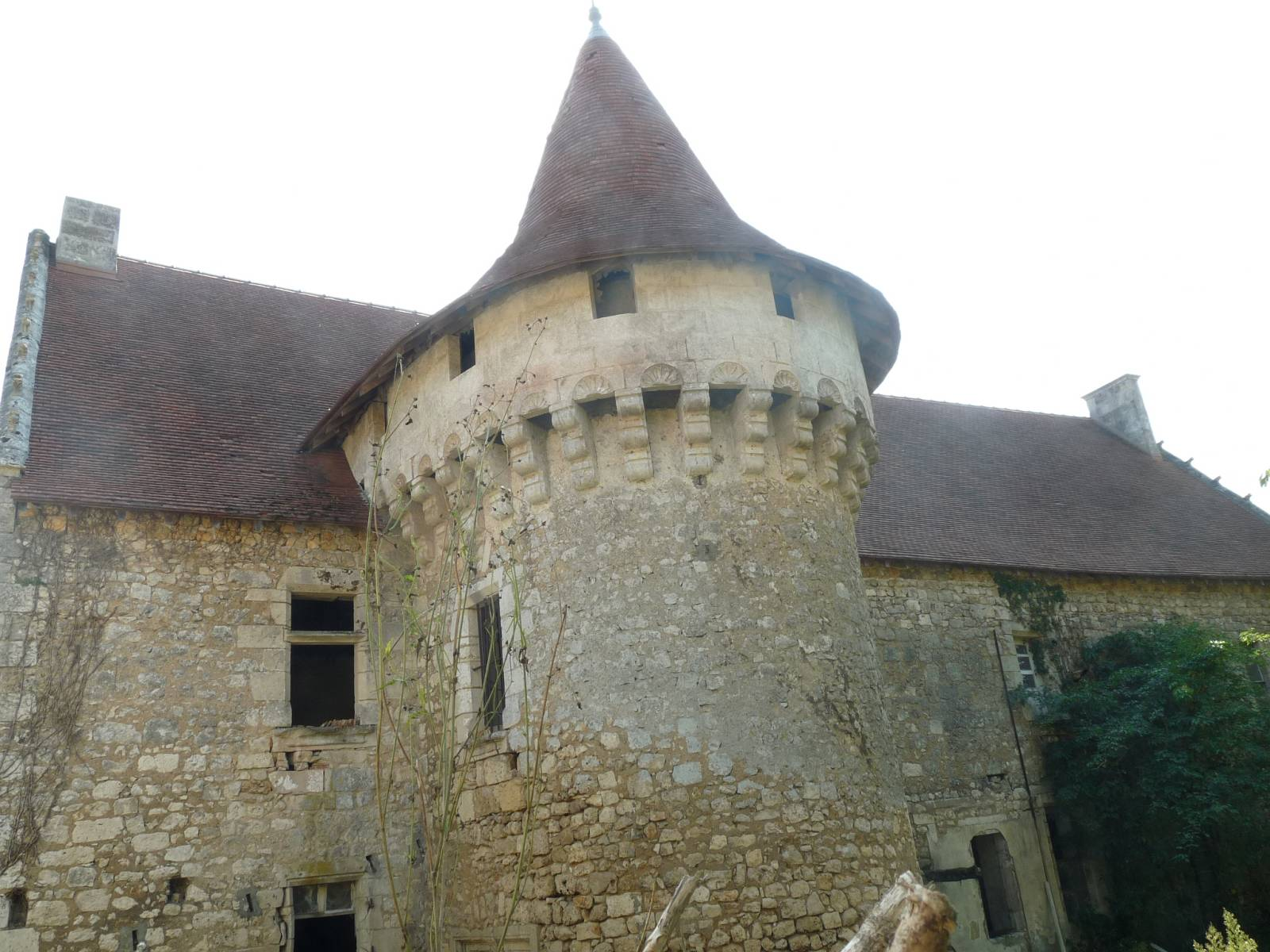
Замок Пранзак
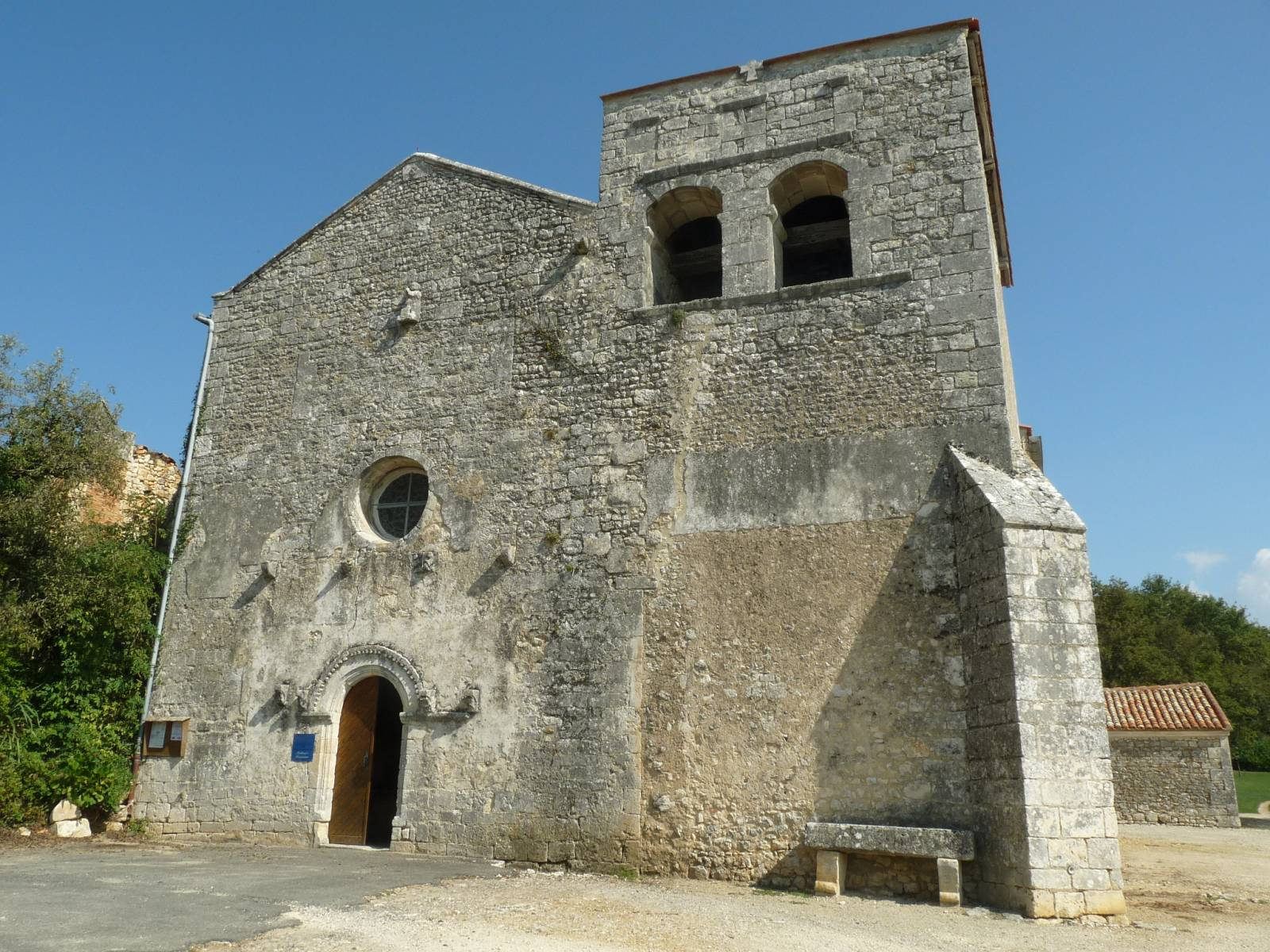
Церковь Сен-Сибар
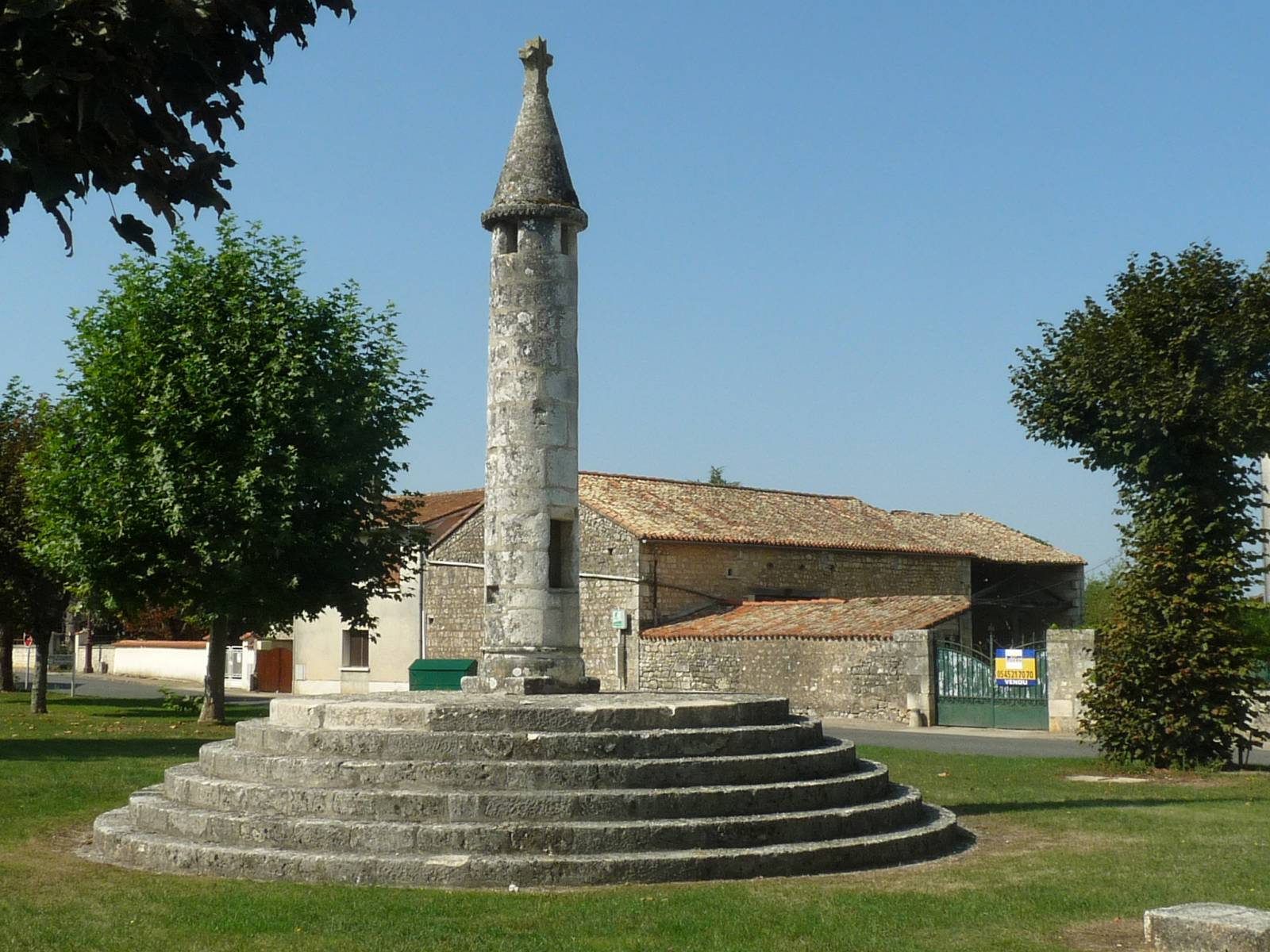
«Фонарь умерших»